# Atentado de Bir al-Abed de 2017
El atentado de Bir al-Abed de 2017 fue un atentado terrorista perpetrado el 24 de noviembre de 2017 contra una mezquita de la localidad de Bir al-Abed, cerca de El Arish, Sinaí del Norte (Egipto). El ataque, con bomba y armas de fuego, causó 305 muertes y 109 heridos. Se trata del atentado terrorista más grave de la historia de Egipto. El presidente egipcio Abdelfatah Al-Sisi decretó tres días de luto nacional.

## El atentado
La mezquita Al-Rawda, que pertenece al clan local Jreer, está ubicada en la carretera costera principal de camino a Gaza, y atrae tanto a los viajeros como a los lugareños, con hasta 500 personas que suelen presentarse a las oraciones del viernes. Según los medios locales, los atacantes en cuatro vehículos todoterreno llegaron y plantaron dos bombas. Las autoridades en el lugar explicaron cómo los atacantes habían usado desguaces de automóviles tanto para bloquear las rutas de escape como para impedir la atención rápida de heridos.
Después de las detonaciones, lanzaron granadas propulsadas por cohetes y abrieron fuego contra los fieles en la mezquita al-Rawda en Bir al-Abed. Cuando llegaron las ambulancias para transportar a los heridos a los hospitales, los atacantes también abrieron fuego contra ellos, habiendo seleccionado puntos de emboscada desde donde atacarlos. Los residentes locales respondieron rápidamente, llevando a los heridos a los hospitales en sus propios automóviles y camiones, e incluso tomando armas para luchar.
Ningún grupo se ha atribuido la responsabilidad del ataque, aunque los informes de Associated Press, citando a la agencia estatal de noticias MENA, indicaron que el ataque parecía ser obra del afiliado local del Estado Islámico. 

## Reacciones

### Egipto
El presidente egipcio Abdelfatah Al-Sisi decretó tres días de luto nacional así como la condena del atentado y solidaridad con los heridos y familiares de las víctimas.
Mientras tanto, las autoridades egipcias se apresuraron a declarar un contraataque, con la Fuerza Aérea persiguiendo y destruyendo algunos de los vehículos de los militantes, así como realizando ataques aéreos en las montañas alrededor de la ciudad. Un ataque con drones por parte del ejército egipcio en una zona desértica cercana mató a 30 militantes que participaron en el ataque.

### Internacionales
Varios gobiernos y líderes mundiales emitieron condenas por los ataques a través de declaraciones oficiales y mensajes en las redes sociales. Dichos países y organizaciones incluyen las Naciones Unidas, el Reino Unido, Rusia, India, Jordania, Francia, Palestina, Canadá, Ciudad del Vaticano, Nigeria, Pakistán, Países Bajos, Argentina, México, Estados Unidos, la Unión Europea, entre otras naciones. Además, Turquía decretó un día de luto nacional en solidaridad con las víctimas.